# Абер, Пьер Жозеф
Пьер Жозеф Абер (фр. Pierre Joseph Habert; 1773—1825) — французский военный деятель, дивизионный генерал (1811 год), барон (1811 год), участник революционных и наполеоновских войн. Имя генерала выбито на Триумфальной арке в Париже.

## Биография
Родился в семье книготорговца Анри Абера (фр. Henry Habert). 1 сентября 1792 года поступил добровольцем на военную службу и в тот же день был избран сослуживцами капитаном 4-го батальона Йонны. Служил в составе Северной армии. Через два дня стал подполковником. 8 июля 1793 года отличился в сражении при Ост-Капель. 22 сентября 1794 года возглавил батальон в 107-й боевой полубригаде. 2 ноября 1796 года молодой офицер был переведён в 3-й полк иностранной бригады.
Принимал участие в двух неудачных Ирландских экспедициях. 12 октября 1798 года попал в плен к англичанам. После освобождения 5 мая 1800 года вернулся во Францию, и 25 июля был определён в состав Восточной армии. Сначала он отправился с миссией к французскому консулу в Алжире, после чего прибыл в Александрию несмотря на контроль британского флота в данном регионе. 23 октября 1800 года был назначен адъютантом генерала Мену. Абер отличился в сражении при Гелиополисе. 21 марта 1801 года прямо на поле битвы при Абукире был произведён генералом Мену в полковники.
После капитуляции Александрии, Абер возвратился во Францию и был утверждён Первым консулом в новом звании. 29 мая 1802 года получил под своё начало 105-ю полубригаду линейной пехоты в Перпиньяне. С 1803 года служил в лагерях Байонны, Сента и Бреста в составе пехотной дивизии генерала Дежардена. 29 августа 1805 года дивизия вошла в состав 7-го армейского корпуса Великой Армии. Преодолев сотни километров от Бреста, корпус Ожеро не принял активного участия в кампании 1805 года. Тем не менее Абер присутствовал при пленении австрийской дивизии Елачича около Боденского озера. 13 ноября Елачич сдался со своими 4000 солдатами дивизии Дежардена в присутствии маршала Ожеро в Дорнбирне, у Форарльберга. Австрийцам было разрешено вернуться в Богемию, если они снова не возьмут оружие против Франции в течение года.
Первой серьёзной проверкой для людей Абера стала Прусская кампания 1806 года. Во время битвы при Йене 14 октября 1806 года дивизия Дежардена захватила деревню Иссерштадт, пронзив центр прусской линии и спасая авангард маршала Нея из опасной ситуации. 24 декабря Ожеро сумел пересечь Вкру в Польше после битвы при Чарново. Маршал сначала отправил 2-ю дивизию генерала Эдле в Сохочин, чтобы попытаться переправиться, в то время как Дежарден сделал то же самое в Колозомбе. Столкнувшись с русскими войсками Барклая-де-Толли, атака Эдле была отложена, но действия Дежардена были более успешными. Нанося русским существенный урон своей артиллерией, Дежарден направил несколько элитных рот, с целью захватить частично разрушенный мост, а его вторая бригада под командованием генерала Лаписса напала на фланги неприятеля. Эта комбинированная атака помогла отбросить русских, и захватить шесть пушек.
26 декабря Абер вновь сошёлся с русскими в сражении при Голымине. После того, как дивизия Дежардена развернулась, он атаковал вражеский пехотный полк, но последний получил подкрепление, и русские в конце концов отразили солдат Дежардена. После воссоединения, французы вернулись в бой, и на этот раз 2-я бригада была остановлена всего лишь в 50 шагах от русских пушек картечью. Затем бригада отступала около 200 м и образовал каре перед деревней Калецин. В ночное время русские войска снялись с позиций и отступили.
8 февраля 1807 года Абер принимал участие в сражении при Эйлау, где дивизия понесла колоссальные потери, а славный генерал Дежарден погиб. 21 февраля был переведён с полком в 3-ю пехотную дивизию генерала Леграна 4-го корпуса маршала Сульта. 10 июня был ранен в голову и плечо в сражении при Гейльсберге.
18 февраля 1808 года получил звание бригадного генерала, и был направлен в Испанию. 25 мая был зачислен в 1-ю пехотную дивизию генерала Мерля. 15 июня – в 2-ю пехотную дивизию генерала Вердье, и с 15 июня по 14 августа принимал участие в неудачной осаде Сарагосы. 8 августа переведён в 3-ю пехотную дивизию генерала Гранжана. С 7 сентября – командир 1-й бригады 1-й пехотной дивизии 3-го армейского корпуса Армии Испании. 25 октября отличился при нападении на Лерин на левом берегу Эбро. 8 ноября возглавил 2-ю бригаду 1-й пехотной дивизии генерала Матье. 23 ноября сражался при Туделе. С 19 декабря 1808 года по 20 февраля 1809 года участвовал во второй осады Сарагоссы. 21 декабря бригада Абера захватила пригород к юго-востоку от Сарагосы и взяла под свой контроль Монте-Торреро. Солдат, служивший под началом Абера во время осады, описывал генерала как «фигуру с пышными волосами и большими чёрными бакенбардами, атлетическим телосложением и необычайной смелостью». После взятия города боролся с активизировавшимися партизанами в долине Эбро.
1 апреля 1809 года был переведён в состав дивизии генерала Леваля. Вскоре Абер столкнулся с серьёзными проблемами, когда в боях с партизанским отрядом полковника Перена в плен попала практически вся пехота генерала. С мая сражался под началом генерала Сюше. В апреле-мае 1810 года захватил Мореллу, Грао и Балагер. 19 ноября 1810 года сражался при Фальсете. В январе 1811 года вынудил к капитуляции крепость Тортосу. 8 января 1811 года занял Сан-Филипп-де-Балагер. 7 февраля – Камбриль, 28 июня – крепость Таррагону. 25 июня 1811 года был произведён в дивизионные генералы, и возглавил 3-ю пехотную дивизию новообразованной Армии Арагона. Со 2 ноября 1811 года был губернатором Тортосы и Барселоны, а также командующим Нижней Каталонии. 13 июня 1812 года сразился с испанцами при Каркахенте и с англичанами при Таррагоне, затем командовал арьергардом при отступлении маршала Сюше. Был блокирован в Барселоне, и за храбрость при обороне города заслужил прозвище «Аякс Каталонской армии». Оставил столицу Каталонии только после заключения мира 28 мая 1814 года.
1 сентября 1814 года был определён на половинное жалование. Во время «Ста дней» присоединился к Императору и 22 марта 1815 года был назначен командующим 2-го военного округа. 6 апреля возглавил 18-ю пехотную дивизию 3-го наблюдательного корпуса. С 30 апреля – командир 10-й пехотной дивизии 3-го корпуса генерала Вандама в составе Северной армии. Абер отличился в сражениях 16 июня при Линьи и 18 июня при Вавре, где получил пулевое ранение в пах.
С 1 августа 1815 года оставался без служебного назначения. 28 декабря 1818 года был зачислен в резерв Генерального штаба и 1 декабря 1824 года окончательно вышел в отставку. Он умер в своём доме в Монреале 19 мая 1825 года из-за плохо обработанной военной раны и был похоронен на Монреальском кладбище.

## Воинские звания
- Капитан (1 сентября 1792 года);
- Подполковник (3 сентября 1792 года);
- Полковник (21 марта 1801 года, утверждён 3 апреля 1802);
- Бригадный генерал (18 февраля 1808 года);
- Дивизионный генерал (25 июня 1811 года).

## Титулы
- Барон Абер и Империи (фр. baron Habert et de l'Empire; декрет от 19 марта 1808 года, патент подтверждён 18 июля 1811 года в Трианоне)[1][2].

## Награды
Легионер ордена Почётного легиона (11 декабря 1803 года)
 Офицер ордена Почётного легиона (14 июня 1804 года)
 Командан ордена Почётного легиона (11 июля 1807 года)
 Командор ордена Воссоединения (25 ноября 1813 года)
 Великий офицер ордена Почётного легиона (29 июля 1814 года)
 Кавалер военного ордена Святого Людовика (13 августа 1814 года)